# Michal Viewegh
Michal Viewegh (Prága, 1962. március 31. –) cseh író.
Minden idők legtöbbet kiadott cseh szerzője, több mint egymillió eladott könyvével. 1993-ban elnyerte a rangos Jiří Orten-díjat.
Viewegh 2012-ben túlélt egy traumás aortaszakadást.

## Élete
Michal Viewegh Prágában született 1962. március 31-én. Édesanyja ügyvéd. Édesapja vegyészmérnök, majd Sázava polgármestere volt.
Viewegh 1980-ban végzett a Benešov Gimnáziumban. Közgazdaságtant tanult a Prágai Közgazdasági és Üzleti Egyetemen, de otthagyta. Ezt követően 1988-ban szerzett diplomát cseh szakon és pedagógiából a Károly Egyetem filozófia szakán. Iskola alatt novellákat kezdett publikálni Mladá frontaban, első története 1983-ban jelent meg.
Miután 1988-ban elvégezte az egyetemet, általános iskolai tanárként dolgozott 1993-ig. 1993-ban elnyerte a fiatal cseh szerzőknek szánt Jiří Orten-díjat. Két évig a Český spisovatel kiadónál dolgozott szerkesztőként; ezt követően hivatásos szerzőként tudta eltartani magát.
Viewegh kétszer nősült, először Jaroslava Mackovával, akivel egy lánya van, Michaela. 2002-ben feleségül vette Veronika Vieweghovát (született Kodytková). Két lányuk van, Sára és Barbora. 2015-ben elváltak.
2012. december 12-én traumás aortarepedést kapott. Rehabilitációja alatt depresszióban és emlékezetkiesésben szenvedett, és nem tudott írni. Ugyanakkor segített neki abban is, hogy új perspektívát kapjon néhány, a baleset előtti problémájának relatív fontosságáról. Viewegh elmondta, hogy amikor arra gondol, hogy az aortarepedéssel küzdő emberek 90%-a nem éli túl, már nem aggódik a kritikák, a bulvársajtó vagy a politika miatt.
Élete nagy részét Sázaván, egy közép-csehországi faluban élte le.

## Művei
Viewegh első könyve a Názory na vraždu (Vélemények egy gyilkosságról) című novella volt, amely 1990-ben jelent meg. Első egész estés regénye a Báječná léta pod psa (Csodálatos évek a kutyavilágban) volt, egy félig önéletrajzi regény, amely Csehszlovákiát ábrázolta a prágai tavasz 1968-as és a kommunizmus 1989-es bukása között. 1997-ben Petr Nyikolaev rendezésében nagy sikerű film is készült belőle.
A Viewegh az 1990-es évek vége óta szinte minden tavasszal publikált regényeket. Könyvenként körülbelül 50 000 példányt ad el, és összesen több mint egymillió könyvet adott el, ezzel minden idők legtöbbet kiadott cseh szerzője. Műveit 23 nyelvre fordították le. Leghíresebb művei a Báječná léta pod psa, a Výchova dívek v Čechách (Lányok neveltetése Bohémiában, 1994) és a Román pro ženy (Regény nőknek, 2001).
A regények mellett, amelyek munkáinak többségét teszik ki, Viewegh számos más irodalmi műfajt is publikált. A Nápady laskavého čtenáře (Egy kedves olvasó ötletei, 1993) és a Nové nápady laskavého čtenáře (Új ötletek egy kedves olvasótól, 2000) egyaránt az irodalmi paródia példái, amelyekben Viewegh híres cseh és világszerzőket parodizál.
Novellagyűjteményeket is publikált. Emellett számos önéletrajzi művet írt, amelyek mindegyike életének egy kis részét napló formájában rögzíti. A 2013-ban megjelent Můj život po životě (Életem az élet után) részletezi az aortarepedésből való felépülését.
A megrepedt aorta óta Viewegh íróként sokkal kevésbé termékeny és sikeres. Még mindig szenved a rövid távú memóriavesztéstől, az iránytudatosság hiányától és a depressziótól. Sokkal lassabban publikál, mint a sérülés előtt. Az általános konszenzus az, hogy írásainak minősége is romlott; néhányan azonban azzal érvelnek, hogy művei kevésbé sikeresek a kiadója gyenge promóciója miatt.

## Kapcsolat a bulvárlapokkal
Viewegh éveken át harcolt a cseh bulvárlapokkal a bírósági rendszerben, és nyilvánosan kritizálta őket, azzal vádolva a bulvárlapokat, hogy megsértik a magánéletét, és hamis információkat tesznek közzé róla. 2009-ben Viewegh és Marek Vašut színész petíciót indított Vzkaz bulváru a výzva kolegům (Üzenet a bulvársajtónak és felhívás a kollégákhoz) címmel, amelyben kritizálta a cseh bulvár taktikáját. Számos befolyásos művész, köztük Jiřina Bohdalová színésznő írta alá a petíciót.

## Politikai nézetek
Viewegh 1992-es, Báječná léta pod psa című regénye humorral bírálja a kommunizmus alatti csehszlovákiai viszonyokat.
Viewegh íróként boldogtalan volt a kommunizmus idején, de szereti a posztkommunista Csehszlovákia és Csehország szabadságjogait. Azt mondta, hogy "a nyolcvanas években írtam két regényt, és egyiket sem adták ki. Normális ideológiai okokból betiltották a nyomtatást. A forradalom után jött az abszolút szabadság. Úgy tudtam írni, ahogy akartam, és közzétenni, amit csak akartam."
Szembehelyezkedik Václav Klaus jobboldali volt cseh elnökkel is. Ez a hozzáállás leginkább a Báječná léta s Klausem (Csodálatos évek Klausszal) című 2002-es regényében jelenik meg, amely a Báječná léta pod psa laza folytatása.

## Botrányok
A Lidové noviny (cseh újság és online híroldal) 2018. október 1-jén megjelent rovatában Viewegh kritizálta Christine Blasey Ford Brett Kavanaugh-val szemben felhozott, szexuális zaklatásról szóló vádjait azzal az indokkal, hogy "egy üres szobába ültette, tapogatta, eltakarta a száját, miközben megpróbálta levetkőztetni" egy "ártatlan középiskolai petting" volt, és hogy hálát ad Istennek, hogy ő kamaszként szabadon tapogathatta iskolatársait anélkül, hogy veszélyeztette volna a későbbi karrierjét, anélkül, hogy egy "észak-amerikai tehén" panaszkodott volna rá. Pavel Houdek kriminológus viszont egy közzétett nyílt levélben bírálta, hogy nézetei miatt a szexuális zaklatás áldozatai magukban tartják a szexuális visszaéléseket.

## Könyvei
- 1990. Názory na vraždu
- 1992. Báječná léta pod psa - humoros bestseller a kommunista korszakról; filmre adaptálva 1997-ben[9] (társforgatókönyvíró: Jan Novák(wd))
- 1993. Nápady laskavého čtenáře - irodalmi paródiák gyűjteménye
- 1994. Výchova dívek v Čechách 1997-ben film is készült[17]
- 1996. Účastníci zájezdu - 2006-ban film készült belőle,[18] sikeres volt a Tribeca Film Filmfesztiválon(wd)
- 1998. Zapisovatelé otcovský lásky
- 1999. Povídky o manželství a sexu - 2008-ban filmre adaptálták Nestyda címmel (Jan Hřebejkkel(wd) közösen írta).[19]
- 2000. Nové nápady laskavého čtenáře - második irodalmi paródiagyűjtemény
- 2001. Román pro ženy - 2005-ben filmre vitték.[20]
- 2002. Báječná léta s Klausem - az első Csodálatos évek laza folytatása, amely Václav Klaust bírálja a 2002-es cseh parlamenti választások előtt.
- 2003. Případ nevěrné Kláry - a 2009-es azonos című film lazán a regény alapján készült.[21]
- 2004. Vybíjená
- 2004. Tři v háji – Halina Pawlowská(wd) és Iva Hercíková(wd) részvételével
- 2006. Lekce tvůrčího psaní - novella
- 2006. Báječný rok - napló 2005-ről.
- 2007. Andělé všedního dne - novella az édesapja haláláról szóló élményekkel
- 2008. Román pro muže
- 2009. Něco na těch Vánocích být musí - novelláskötet, amely 2010-ben jelent meg a Garamond kiadónál
- 2010. Biomanželka
- 2011. Mafie v Praze
- 2012. Mráz přichází z Hradu
- 2013. Můj život po životě
- 2015. Biomanžel

Újság rovatgyűjteményei:
- Švédské stoly aneb Jací jsme (2000)
- Na dvou židlích (2004)

### Magyarul megjelent
- Varázsos évek pórázon (Bájecná léta pod psa) – JAK Jelenkor, Budapest, 1994 · ISBN 9637770860 · Fordította: Szirmay Ágnes
- Regény nőknek (Román pro ženy) – Ulpius-ház, Budapest, 2007 · ISBN 9789639752634 · Fordította: V. Detre Zsuzsa
- Kidobós (Vybíjená) – Ulpius-ház, Budapest, 2008 · ISBN 9789632541716 · Fordította: V. Detre Zsuzsa

## Fordítás
- Ez a szócikk részben vagy egészben  a   Michal Viewegh című angol Wikipédia-szócikk fordításán alapul.  Az eredeti cikk szerkesztőit annak laptörténete sorolja fel. Ez a jelzés csupán a megfogalmazás eredetét és a szerzői jogokat jelzi, nem szolgál a cikkben szereplő információk forrásmegjelöléseként.